# Parque El Escorpión
El Parque El Escorpión (en inglés El Escorpión Park) es un parque localizado en las lomas de Simi de el oeste del valle de San Fernando en el distrito de West Hills de Los Ángeles, California.
El parque contiene el hito geográfico conocido como el pico de Escorpión o pico Castle, (kas'ele'ew), un pico rocoso de 1475 pies (449,6 m) pies de altura que puede ser visto desde la mayoría del parque y la comunidad aledaña.

## Acceso
La entrada al parque y su estacionamiento está al final oeste de Vanowen Street, al oeste de Valley Circle Boulevard en West Hills.
El parque está abierto desde el amanecer al atardecer, 7 días a la semana. Los senderos están abiertos a caminatas, senderismo, escaladas, ciclismo de montaña y uso ecuestre. Perros son permitidos con andador. Serpientes de cascabel se encuentran en el área, haciendo que se requiera observación al andar. Vehículos de motor y motocicletas no autorizadas no son permitidas. El parque es mantenido por el Departamento de Recreación y Parques de Los Ángeles.

## Historia
El nombre dado al pico Castle es una corrupción angloestadounidense del nombre indígena Ventureño del pico, que es Kas'ele'ew (también Kas'elew) en la lengua Chumash.
El área ha sido habitada por alrededor de 8,000 años por tribus de los indígenas Tongva y Chumash que vivían en el área de las lomas de Simi y cerca de los tributarios del río de Los Ángeles. El poblado Chumash de Hu'wam estaba ubicado en la base del pico al lado de Bell Creek, cerca de la entrada del cañón de Bell. Este poblado era un punto de comercio de los Chumash con sus vecinos al este, los Tongva y Tataviam. Con la fundación de la Misión de San Buenaventura en 1782 los misioneros españoles apelaron a los Chumash como Ventureños por quedar estos dentro de su jurisdicción y los Tongva y Tataviam de esta área fueron apelados como Fernandeños con la fundación de la Misión de San Fernando en 1797.